# Üçpınar, Bozkır
Üçpınar là một thị trấn thuộc huyện Bozkır, tỉnh Konya, Thổ Nhĩ Kỳ. Dân số thời điểm năm 2011 là 989 người.